# 美少女戦士セーラームーン Moonlight Real Girl Memorial CD-BOX
『美少女戦士セーラームーン Moonlight Real Girl Memorial CD-BOX』（びしょうじょせんしセーラームーン・ムーンライト・リアル・ガール・メモリアル・CDボックス）は、テレビドラマの『美少女戦士セーラームーン』の3枚組CD-BOX作品。2004年9月22日にコロムビアミュージックエンタテインメントより発売された。
別冊解説書40ページ付き。

## 収録Disc
1. Disc 1 オリジナルサウンドトラック 「Rare Track Collection」：Michiru Ohshima

このCDに収録されたBGMを完全収録。
1. Disc 2 一夜限りの特別番組 ラジオ特番「DJムーン」

CBCラジオで放送されたラジオ番組、エキトラトラックには5月のスペシャルライブで収録された映像を特別収録。
1. Disc 3 愛野美奈子オリジナルアルバム「I'll Be Here」

劇中に登場した愛野美奈子の3rd幻のアイテムが待望の商品化ミニアルバム。